# Броди, Имре
И́мре Бро́ди (венг. Bródy Imre; 23 декабря 1891, Дьюла, Австро-Венгрия — 20 декабря 1944, Мюльдорф-на-Инне, Германия) — венгерский физик и инженер, который в 1936 году довёл до серийного производства криптоновую лампу — лампу накаливания, заполненную азотом с примесью криптона.

## Биография
Имре Броди приходится племянником венгерскому писателю Шандору Броди. Получив образование в Будапеште, написал докторскую диссертацию на тему «Химическая константа одноатомных газов». Некоторое время преподавал в средней школе, после чего стал доцентом прикладной физики в Университете Науки, где проводил исследования в области удельной и молекулярной теплоёмкости. С 1920 года работал вместе с Максом Борном в Гёттингенском университете. Они совместно работали над динамической теорией кристаллической решётки. Вернувшись домой в 1923 году, он до самой смерти работал инженером научно-исследовательской лаборатории Tungsram в Будапеште, а в конце 1920-х возглавил «криптоновый проект» Tungsram — разработку высокоэффективных и долговечных криптоновых ламп накаливания.
Лампы накаливания первой половины XX века заполнялись азотом, но уже в начале первой мировой войны Рихард Якоби предложил заполнять их смесью азота и инертных газов. В 1920-е годы подобные эксперименты велись во многих странах, используя наиболее доступный (но всё же неприемлемо дорогой в те годы) тяжёлый инертный газ — аргон. Жорж Клод первым предложил заменить аргон криптоном, что должно было снизить тепловые потери, а экспериментально эту идею первым проверил Броди. В феврале 1929 года он установил, что добавка криптона снижает не только тепловые потери, но и диффузию газа в вольфрамовую нить накала — что делало лампу более долговечной. 1 августа 1930 года Tungsram получила патент на изобретённую Броди криптоновую лампу.
За простым по форме экспериментом последовала теоретическая проработка процессов, происходящих в смеси азота с малым (порядка нескольких процентов) количеством инертного газа. Броди теоретически и экспериментально доказал, что наибольший выигрыш достигается при использовании наиболее тяжёлого инертного газа — криптона; напротив, как показали опыты Броди и Эмиля Тейца (венг. Emil Teisz) 1931 года, наиболее лёгкий гелий для ламп накаливания неприемлем.
В июле 1931 года лаборатория Броди изготовила шесть опытных криптоновых ламп; независимые испытания в берлинской лаборатории показали, что средний срок службы криптоновой лампы почти в четыре раза превосходит срок службы обычной лампы накаливания (1124 часа против 299 часов). К 1934 году Броди определил оптимальные конфигурации нитей накаливания и запатентовал ставшую классической грибовидную форму баллона криптоновой лампы, а затем предложил альтернативную эллипсоидную форму. До запуска криптоновой лампы в серию оставалось «всего лишь» довести себестоимость литра криптона с 800 рейхсмарок до не более 6 марок.
Фирмы-производители газов (Linde, Air Liquide, IG Farben) считали задачу невозможной, и только в 1936 согласились построить в Айке завод по производству криптона. Завод, вступивший в строй весной 1938 года, юридически принадлежал Tungsram, но фактически контролировался Linde. По мнению Броди, Linde не смогла обеспечить должное качество газа. Он занялся разработкой нового способа получения криптона и в 1941 году, совместно с Тибором Михаловицем, предложил новую технологию, существенно отличавшуюся от технологии Linde. Планы Tungsram открыть в 1942 году второе, независимое от Linde, производство криптона не были реализованы из-за начала второй мировой войны.
Несмотря на проблемы с заводом в Айке, в 1936 году Tungsram начал крупносерийное производство криптоновых ламп, а в 1938—1939 их выпуск достиг 4,7 млн штук (20 % от общего выпуска ламп накаливания на Tungsram).
После вторжения немецких войск в Венгрию (март 1944 года) Tungsram устроила на территории завода в Будапеште убежище для сотрудников-евреев. Броди скрывался там от облав до сентября 1944 года (по другим источникам до 3 июля 1944). Узнав, что его жена и дочь арестованы, он вышел из подполья и ушёл в город, сказав «если их убьют, я уже не хочу жить…» (в английском переводе If they are slain I don’t want to live either). По утверждению доктора Иштвана Ваго, посещавшего лекции Броди в еврейском Открытом университете, Броди был арестован, отправлен в Освенцим и погиб там. В действительности он умер в концлагере Мюльдорф, входившем в «систему» лагеря Дахау.
В его честь в 1950 году была учреждена Премия Имре Броди.